# Шелякин, Валерий Серафимович
Валерий Серафимович Шелякин (24 августа 1941, Биробиджан — 12 сентября 2017, Липецк) — советский и российский балетмейстер и педагог, заслуженный деятель искусств Российской Федерации (1995).

## Биография
Валерий Шелякин родился 24 августа 1941 года в Биробиджане. В 1960 году закончил техническое училище № 10 в Липецке (базовое учебное заведение Новолипецкого металлургического комбината).
С 1962 года был участником танцевальной группы русского народного хора Новолипецких металлургов под руководством А. П. Мистюкова. В 1967 году под его руководством во Дворце культуры профсоюзов был создан хореографический коллектив, вскоре преобразованный в ансамбль народного танца «Раздолье».
В 1974 году закончил Московский институт культуры по специальности «Режиссура балета» («балетмейстер-педагог»).
До 2009 года был художественным руководителем и главным балетмейстером ансамбля «Раздолье». Поставил более 100 хореографических композиций («Зимушка», «Русские потехи», «Елецкие кружева», сюита фольклорных танцев Липецкой области). Ансамбль неоднократно становился победителем всероссийских и международных хореографических и фольклорных фестивалей и конкурсов в Бельгии, Франции, Германии, Испании, США. Был балетмейстером-постановщиком заключительного концерта Всероссийского фестиваля народного творчества, посвященного 850-летию Москвы, проходившего в Кремлёвском Дворце съездов.
В 1994 году по его инициативе было создано хореографическое отделение при Липецком музыкальном училище (ныне Липецкое областное училище искусств), в котором преподавал. Его ученики работают в ансамблях Игоря Моисеева и имени Александрова, театре танца «Гжель», ансамбле «Казаки России».
В 2013 году была учреждена Липецкая областная премия имени В. С. и Г. П. Шелякиных.
Умер 12 сентября 2017 года на 77-м году жизни.

### Семья
- Жена — хореограф, педагог Галина Павловна Шелякина (род. 1942), заслуженный работник культуры Российской Федерации.

## Награды и премии
- Заслуженный деятель искусств России (1995).
- Премия Правительства Российской Федерации «Душа России» в номинации «Народный танец» (2009)
- Липлом лауреата в номинации «За развитие и сохранение народного творчества».
- Премия ЦФО в области литературы и искусства (2004).
- Орден «Знак Почёта» (1986).
- Орден Дружбы (2006).
- Почётный гражданин города Липецка (1995).
- Знак отличия «За заслуги перед Липецкой областью» (2011).
- Медаль «Во славу Липецкой области» (2013).